# Механіка Гамільтона
Гамільто́нова меха́ніка — одне з формулювань законів механіки, загалом аналогічне законам Ньютона, але зручне для узагальнень, використання в статистичній фізиці й для переходу до квантової механіки.

## Функція Гамільтона
Функція Гамільтона {\displaystyle {\mathcal {H}}(q_{i},p_{i},t)\,} визначається через узагальнені координати
{\displaystyle q_{i}\,} і узагальнені імпульси {\displaystyle p_{i}\,} 
виходячи з функції Лагранжа
{\displaystyle {\mathcal {L}}(q_{i},{\dot {q}}_{i},t)\,} наступним чином:
Узагальнені імпульси вводяться як 
{\displaystyle p_{i}={\frac {\partial {\mathcal {L}}}{\partial {\dot {q}}_{i}}}}.
Функція Гамільтона визначається формулою
{\displaystyle {\mathcal {H}}=\sum _{i}{\dot {q}}_{i}{\frac {\partial {\mathcal {L}}}{\partial {\dot {q}}_{i}}}-{\mathcal {L}}}.
Після цього всі узагальнені швидкості {\displaystyle {\dot {q}}_{i}} 
в {\displaystyle {\mathcal {H}}} виражаються через узагальнені імпульси й координати. 
За своєю суттю функція Гамільтона є енергією системи, вираженою через координати й імпульси. 
У випадку стаціонарних зв'язків і потенційних зовнішніх сил
{\displaystyle {\mathcal {H}}=T+V\,},
тобто функція Гамільтона є сумою потенційної і кінетичної енергій, але при цьому кінетична енергія повинна бути виражена через імпульси, а не через швидкості.

## Канонічні рівняння Гамільтона
Рівняння еволюції динамічної системи записуються в Гамільтоновій механіці у вигляді 
{\displaystyle {\dot {p}}_{i}=-{\frac {\partial {\mathcal {H}}}{\partial q_{i}}}},
{\displaystyle {\dot {q}}_{i}={\frac {\partial {\mathcal {H}}}{\partial p_{i}}}}.
Ці рівняння називаються канонічними рівняннями Гамільтона. Вони повністю визначають еволюцію системи з часом у тому сенсі, що знаючи значення узагальнених координат і швидкостей в певний початковий момент часу, можна визначити їхні значення в будь-який наступний момент часу, розв'язуючи дану систему рівнянь.

## Практичні використання

### Функція Гамільтона для заряду в електромагнітному полі
Загалом сила Лоренца не є потенціальною силою, оскільки залежить від швидкості руху заряду. Проте її можна включити в Гамільтонову механіку записавши функцію Гамільтона зарядженої частинки в наступній формі (гаусова система одиниць): 
{\displaystyle {\mathcal {H}}={\frac {(\mathbf {p} -e\mathbf {A} /c)^{2}}{2m}}+e\varphi }
де {\displaystyle e} — заряд частинки, {\displaystyle \varphi } — електростатичний потенціал, 
{\displaystyle \mathbf {A} } — векторний потенціал.
В релятивістському випадку:
{\displaystyle {\mathcal {H}}=c{\sqrt {m^{2}c^{2}+(\mathbf {p} -e\mathbf {A} /c)^{2}}}+e\varphi }.

### Функція Гамільтона в теорії відносності
Функцію Гамільтона у релятивістському випадку можна отримати шляхом стандартної процедури, знаючи функцію Лагранжа {\displaystyle {\mathcal {L}}} (див. "Механіку" Ландау):
{\displaystyle {\mathcal {H}}=\mathbf {v} {\frac {\partial L}{\partial \mathbf {v} }}-{\mathcal {L}}={\frac {mc^{2}}{\sqrt {1-{\frac {v^{2}}{c^{2}}}}}}}
Як видно, її вираз повністю збігається із виразом для потенціальної енергії релятивістської частки, і не залежить у явній формі від імпульсу. Знаючи релятивістський імпульс, цей вираз можна переписати у вигляді квадратичної форми:
{\displaystyle {\mathcal {H}}^{2}=c^{2}(p^{2}+m^{2}c^{2})},
з якої і отримуємо загальновизнаний вираз для функції Гамільтона:
{\displaystyle {\mathcal {H}}=c{\sqrt {p^{2}+mc^{2}}}}.
Цей вираз для функції Гамільтона широко використовується в класичній та квантовій механіці.

### Використання у квантовій механіці
У квантовій механіці оператор енергії {\displaystyle {\hat {H}}} будується із класичної функції Гамільтона заміною узагальнених імпульсів {\displaystyle p_{i}} на оператори імпульсу {\displaystyle -i\hbar {\frac {\partial }{\partial q_{i}}}}, 
де {\displaystyle \hbar } -- зведена стала Планка.
Такий оператор називається гамільтоніаном, а процедура переходу від функції Гамільтона до гамільтоніану називається процедурою квантування. 
Гамільтоніан є головним оператором у квантовій механіці, оскільки входить в головне рівняння квантової механіки — рівняння Шредінгера.

### Механічний осцилятор
У випадку класичного механічного осцилятора (без тертя) функція Гамільтона має такий вигляд:
{\displaystyle {\mathcal {H}}(x,p,t)={\frac {p^{2}}{2m}}+{\frac {kx^{2}}{2}}={\frac {m{\dot {x}}^{2}}{2}}+{\frac {kx^{2}}{2}}}
де {\displaystyle k-} коефіцієнт жорсткості, а {\displaystyle m-} маса тіла.
Перше диференційне рівняння Гамільтона буде:
{\displaystyle {\frac {dx}{dt}}={\frac {\partial {\mathcal {H}}}{\partial p}}={\frac {p}{m}}},
Друге диференційне рівняння Гамільтона має вигляд:
{\displaystyle {\frac {dp}{dt}}=-{\frac {\partial {\mathcal {H}}}{\partial x}}=-kx},
Звідси можна отримати рівняння руху:
{\displaystyle m{\ddot {x}}+kx=0}.
Можна також привести значення "дії" на проміжку одного періоду коливань:
{\displaystyle S=-\int _{0}^{T}{\mathcal {H}}(x,p,t)\,dt={\frac {1}{2}}ma^{2}\omega ^{2}T,}
де {\displaystyle a-} амплітуда коливань, {\displaystyle \omega ={\sqrt {k/m}}-} циклічна частота, а {\displaystyle T=2\pi /\omega -} період.

### Електричний осцилятор
Для класичного {\displaystyle LC-} контуру функція Гамільтона має вигляд:
{\displaystyle {\mathcal {H}}(q,p_{M},t)={\frac {p_{M}^{2}}{2L}}+{\frac {q^{2}}{2C}}}
де {\displaystyle p_{M}=L{\dot {q}}-} "магнітний імпульс" (фактично - магнітний потік).
Можна також привести значення "дії" на проміжку одного періоду коливань:
{\displaystyle S=-\int _{0}^{T}{\mathcal {H}}(x,p_{M},t)\,dt={\frac {1}{2}}Lq_{0}^{2}\omega ^{2}T,}
де {\displaystyle q_{0}-} амплітудне значення заряду, {\displaystyle \omega ={\sqrt {1/LC}}-} циклічна частота, а {\displaystyle T=2\pi /\omega -\ } період коливань.